# Equisetum
Az Equisetum a zsurlók (Equisetopsida) osztályának valódi zsurlók (Equisetales) rendjébe, ezen belül a zsurlófélék (Equisetaceae) családjába tartozó nemzetség. A zsurlók osztályának egyetlen recens nemzetségeként élő kövületnek tekinthető.

## Rendszerezése
A nemzetségbe az alábbi 2 alnemzetség, valamint 23 élő faj, hibrid, illetve 1 fosszilis faj tartozik:
- Equisetum
  - mezei zsurló (Equisetum arvense) L.
  - Equisetum bogotense Kunth
  - Equisetum diffusum D. Don
  - iszapzsurló (Equisetum fluviatile) L.
  - Moore-zsurló (Equisetum x moorei) Newman
  - mocsári zsurló (Equisetum palustre) L.
  - Equisetum pratense Ehrh.
  - erdei zsurló (Equisetum sylvaticum) L.
  - óriás zsurló (Equisetum telmateia) Ehrh.
- Hippochaete
  - hosszú zsurló (Equisetum giganteum) L.
  - téli zsurló (Equisetum hyemale) L.
  - Equisetum laevigatum A. Braun
  - Equisetum myriochaetum Schltdl. & Cham.
  - Equisetum scirpoides Michx.
  - tarka zsurló (Equisetum variegatum) Schleich. ex F. Weber & D. Mohr
- Bizonytalan helyzetűek (az Equisetum nemzetségen belül, határozatlan alnemzetségbe helyezett fajok):
  - Equisetum boreale Bong.
  - Equisetum californicum (Milde) G.N. Jones
  - Equisetum × haukeanum Mickel & A.R. Sm.
  - Equisetum × litorale Kühlew. ex Rupr.
  - Equisetum × mackaii (Newman) Brichan
  - Equisetum × nelsonii (A.A. Eaton) J.H. Schaffn.
  - Equisetum × schaffneri Milde
  - Equisetum trachyodon (A. Braun) W.D.J. Koch
  - †Equisetum newberryi Knowlton & Cockerell, 1919